# 佳士得

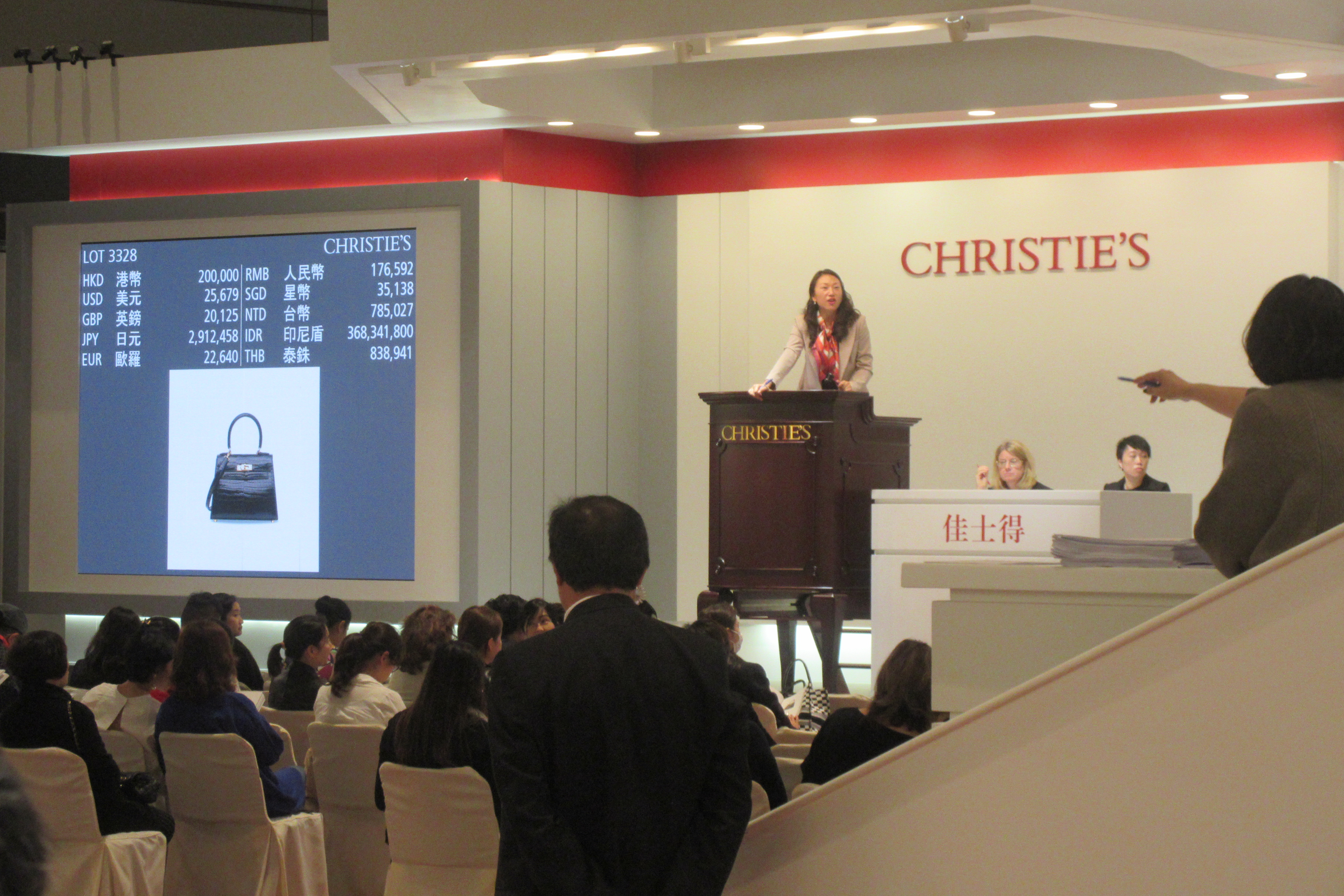
佳士得在香港的拍賣會

佳士得是一家擁有250年歷史的英國艺术品及奢侈品拍卖行。
佳士得於1766年由詹姆士·佳士得所創立，在全球藝術市場中位處領導地位，2015年的成交總額高達48億英鎊/74億美元。是拍卖行苏富比的重要竞争对手。

## 历史

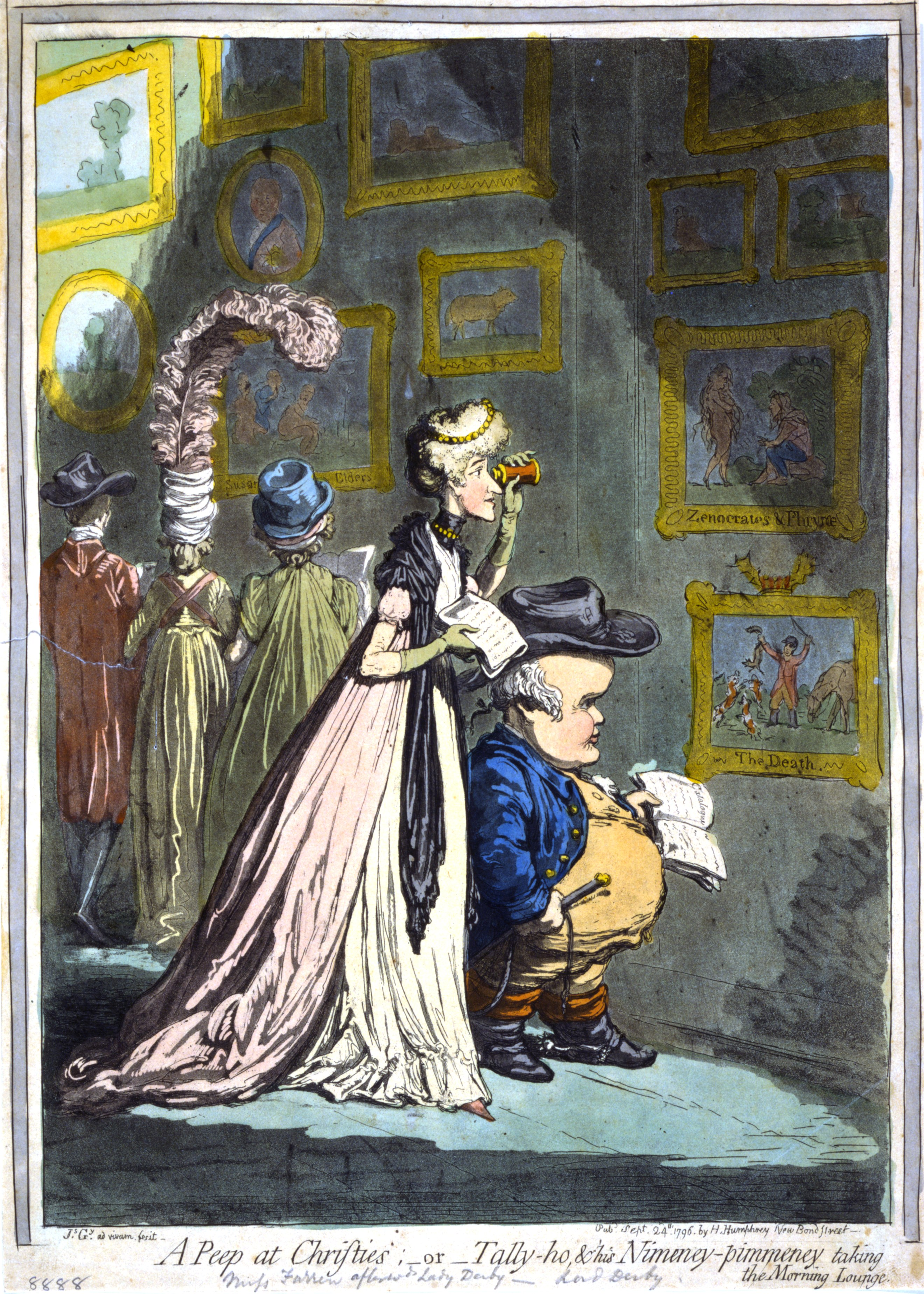
在《窥视佳士得》（A Peep at Christies'，1796）中，詹姆斯·吉尔雷讽刺演员伊莉莎白·法倫和第十二代德比伯爵愛德華·史密斯-斯坦利以自己的品味和身高来检查画作。

佳士得官方的书面材料中，创始人詹姆士‧佳士得于1766年12月5日在英国伦敦进行了第一次交易，而公司保留的最早的拍卖目录也是1766年12月的。但是，其它一些信息来源认为佳士得从1762年起就开始租用拍卖行，而佳士得报纸广告的销售日期也追溯到1759年。
法国大革命后，佳士得很快就成为一家主流的拍卖行，并利用伦敦的优势成为了国际艺术品交易的中心。
1973年至1999年，佳士得是伦敦证券交易所的一家上市公司。之后，佳士得由法国人私人所有。2014年，佳士得委任法裔白碧珊女士(Patricia Barbizet)為全球行政總裁，是佳士得歷來首位女性行政總裁。
2008年12月28日，《周日泰晤士報》报道称Pinault因债务问题“考虑”出售佳士得且大量“私募基金”也表示感兴趣。2009年1月，报道称佳士得在全球范围共有2,100名雇员，但由于全球艺术品市场下滑需要裁员若干名员工和顾问。
佳士得在纽约的标志是南茜·迈耶斯在拍摄《爱是妥协》为外景制作。拍卖行很喜欢这一标志并在拍摄结束时请制作组留下这一标志。
2013年4月9日，佳士得成為首家在中國獲得拍賣執照，且獨立開展拍賣業務的國際藝術品拍賣公司。佳士得不可交易“文物”﹐即產於1911年前、被中國政府視為國粹的物品。
佳士得宣佈香港佳士得藝廊將於2014年2月28日在中環歷山大廈22樓開幕，面積超過250平方米，將用作舉辦展覽、論壇、贊助和慈善活動，以及私人洽購和專門類別的拍賣。
2015年5月11日，畢卡索的《阿爾及爾的女人- “O”版本Les Femmes d'Alger ("Version O") 》在佳士得紐約以美元179,365,000成交，成為拍賣史上最昂貴的作品。同年11月，亞美迪歐‧莫迪利安尼(Amedeo Modigliani)的《斜臥的裸女Nu Couché (1917–18)》在佳士得紐約以美元170,405,000成交，成為拍賣史上第二昂貴的作品。

## 机构

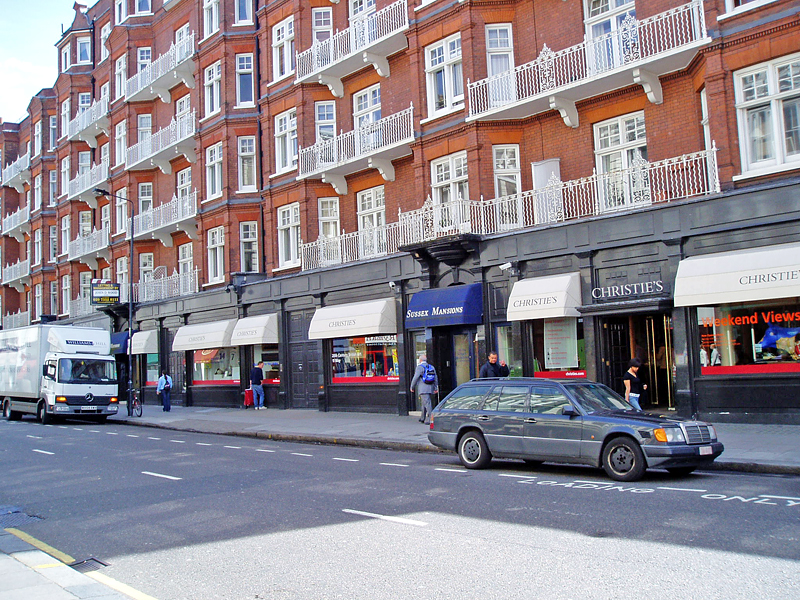
佳士得位于南肯辛顿拍卖场。

佳士得在伦敦的主拍卖场位于聖詹姆斯的國王街，这个拍卖场从1823年起就开始使用。这在伦敦的第二个拍卖场位于南肯辛顿，这个拍卖场开放于1975年并主要负责中部市场。
佳士得每年舉行350多場拍賣，涵蓋超過80個拍賣類別，包括裝飾藝術品、珠寶、攝影作品、收藏精品、名酒等等，價格從200美元至超過8,000萬美元不等。佳士得私人洽購業務發展經年，成績有目共睹，致力為全球藏家搜求或出售戰後及當代藝術、印象派及現代藝術、古典大師及珠寶首飾等珍品。
佳士得在全球32國設有54間辦事處，其中10所拍賣中心分別位於阿姆斯特丹、迪拜、日內瓦、香港、倫敦國王街、倫敦南肯辛頓、米蘭、紐約洛克菲勒中心、巴黎、蘇黎世。佳士得率先開拓新興市場，積極於俄羅斯、中國、印度、阿拉伯聯合酋長國等地擴展業務，並已於北京、孟買及迪拜成功舉行多場拍賣及展覽。

## 操纵佣金价格丑闻
2000年，爆出佳士得与另一家主要拍卖行苏富比合伙操纵佣金价格丑闻。佳士得前主席坦南特（Anthony Tennant）与苏富比前主席陶布曼（Alfred Taubman）订立协议，规定不论卖主找上苏富比或佳士得均抽取不容议价的佣金。最终，佳士得因与美国联邦调查局配合而免于起诉。大量苏富比高管最终被开除，陶布曼甚至服刑一年。

## 大股东
- 法国富商弗朗索瓦·皮诺（英语：François Pinault），同时是巴黎春天百货（PPR）与古馳（Gucci）、法国《觀點（英语：Le Point）》杂志的大股东.

## 传记
- J. Herbert, Inside Christie's, London, 1990.
- P.A. Colson, The Story of Christie's, London, 1950.
- H.C. Marillier, Christie's, 1766-1925, London, 1926.
- W. Roberts, Memorials of Christie's, 2 vols, London, 1897